# Drillia
Drillia é um gênero de gastrópodes pertencente a família Drilliidae.

## Espécies
- Drillia acapulcana (Lowe, 1935)[3]
- Drillia adusta (G. B. I Sowerby, 1834)
- †Drillia aegyptiaca Cossmann, 1901
- Drillia aerope (Dall, 1919)[4]
- Drillia albicostata (Sowerby I, 1834)[5]
- Drillia albomaculata (Adams C. B., 1845)[6]
- Drillia alcyonea Melvill & Standen, 1901[7]
- †Drillia allionii Bellardi, 1875
- Drillia altispira Sysoev, 1996[8]
- Drillia amblytera (Bush, 1893)[9]
- †Drillia ammoni Cossmann & Pissarro, 1900
- Drillia angolensis Odhner, 1923[10]
- Drillia annielonae Nolf & Verstraeten, 2007[11]
- Drillia aquatilis (L. A. Reeve, 1845)
- Drillia armilla Barnard, 1958[12]
- Drillia asra Thiele, 1925[13]
- Drillia athyrma Melvill, J.C. & R. Standen, 1901
- Drillia audax Melvill & Standen, 1903[14]
- Drillia ballista Von Maltzan, 1883[15]
- Drillia barkliensis H. Adams, 1869 [16]
- †Drillia bonneti Cossmann, 1900 [17]
- †Drillia boussaci Cossmann, 1913 [18]
- †Drillia brocchii (Bellardi & Michelotti, 1841)[19]
- Drillia bruchia Barnard, 1958[20]
- Drillia bruuni Knudsen, 1952[21]
- Drillia caffra (Smith E. A., 1882)[22]
- †Drillia calvimontensis Cossman, 1889 [23]
- Drillia capta E. A. Smith, 1899
- Drillia captiva E. A. Smith, 1899
- Drillia cecchii Jousseaume, 1891[24]
- Drillia clionellaeformis (Weinkauff & Kobelt, 1875)
- Drillia collina Barnard, 1958
- Drillia concolor Smith E.A., 1877
- Drillia connelli Kilburn, 1988
- †Drillia constantinensis Cossmann & Pissarro, 1900 [25]
- Drillia corusca Reeve, 1843
- Drillia cratista Melvill J.C., 1927
- Drillia cunninghamae McLean & Poorman, 1971[26]
- †Drillia cureti Cossmann, 1919 [27]
- Drillia cuyoensis Bozzetti, 2020
- Drillia dakarensis Knudsen, 1956[28]
- Drillia dejecta Smith E.A., 1888
- Drillia diasi Barnard, 1958[29]
- Drillia dives Melvill, J.C. & R. Standen, 1903
- †Drillia douvillei Basse, 1932 [30]
- Drillia dovyalis Barnard, 1969[31]
- Drillia dunkeri (Weinkauff, 1876)[32]
- Drillia eborea A.A. Gould, 1860
- †Drillia edulcorata Cossmann & Pissarro, 1900 [25]
- Drillia enna (Dall, 1918)
- Drillia erepta Barnard, 1969
- Drillia euchroes Melvill, J.C., 1912
- †Drillia ferenuda Cossmann, 1900 [17]
- Drillia fijiensis E. A. Smith, 1888
- Drillia fraga H.B. Preston, 1908
- Drillia ghyooti Nolf, 2008[33]
- Drillia gibberulus (Hervier, 1896)[34]
- Drillia griffithii (Reeve, 1843)[35]
- Drillia havanensis (Dall, 1881)[36]
- Drillia idalinae Bernard & Nicolay, 1984[37]
- Drillia inchoata (Sturany, R., 1903)
- Drillia indra Thiele, 1925[38]
- Drillia inexspectata K. Martin, 1895
- Drillia inornata McLean & Poorman, 1971[39]
- Drillia investigatoris Smith E. A., 1899[40]
- †Drillia ischnocolpa Cossmann & Pissarro, 1900 [25]
- Drillia janseni H. Strebel, 1905
- Drillia katiae Nolf, 2006[41]
- Drillia knudseni Tippett, 2006[42]
- Drillia kophameli Strebel, 1905[43]
- Drillia latisulcus Barnard, 1958
- Drillia lea Thiele, 1925[44]
- †Drillia leptoides (de Boury, 1899) [45]
- Drillia levanderi R. Sturany, 1905
- Drillia lignaria (Sowerby III, 1903)[46]
- Drillia macilenta (Melvill, 1923)[47]
- Drillia macleani Tucker J., 1992[48]
- Drillia maculomarginata Kilburn & Stahlschmidt, 2012
- Drillia meridiana Perugia & Prelle, 2012
- Drillia monodi Knudsen, 1952[49]
- Drillia nodilirata E. A. Smith, 1877
- Drillia ochroleuca J. C. Melvill & E.R. Sykes, 1897
- Drillia oleacina (Dall, 1881)[50]
- Drillia oliverai Kilburn & Stahlschmidt, 2012
- Drillia omanensis Melvill, J.C. & R. Standen, 1901
- Drillia patriciae Bernard & Nicolay, 1984[51]
- Drillia philotima J. C. Melvill & R. Standen, 1903
- Drillia phymaticus R.B. Watson, 1885
- Drillia poecila Sysoev & Bouchet, 2001[52]
- Drillia potti (R. Sturany, 1903)
- Drillia prattii E. A. Smith, 1877
- Drillia pselia Barnard, 1958
- Drillia pyramidata (Kiener, 1840)[53]
- Drillia quadrasi O. Böttger, 1895
- Drillia recordata (E.R. Sykes, 1905)
- Drillia regia (Habe & Murakami, 1970)
- Drillia rimata E. A. Smith, 1888
- Drillia rosacea (Reeve, 1845)[54]
- Drillia roseola (Hertlein & Strong, 1955)[55]
- Drillia rosolina (Marrat, 1877)[56]
- Drillia rubrozonata M.M. Schepman, 1913
- Drillia rufescens R.W. Dunker, 1871
- Drillia sesquitertia E.C. Von Martens, 1904
- Drillia siebenrocki (Sturany, 1900)
- Drillia sikesi H.B. Preston, 1908
- Drillia sinuosa (Montagu, 1803)
- Drillia sowerbyi W.H. Turton, 1932
- Drillia spirostachys Kilburn, 1988[57]
- Drillia suxdorfi Strebel, 1905
- †Drillia terebra (Basterot, 1825)
- Drillia tholos Barnard, 1958
- Drillia tripter Von Maltzan, 1883[58]
- Drillia tumida McLean & Poorman, 1971[59]
- †Drillia turrella (Lamarck, 1804) [60]
- Drillia umbilicata Gray, 1838[61]
- Drillia valida McLean & Poorman, 1971[62]
- Drillia worthingtoni E. A. Smith, 1904

Nomen dubium
- Drillia signa Bartsch, 1915

Species inquirenda
- Drillia ganjamensis Preston, 1910
- Drillia mariesi Melvill & Standen, 1897

Nomen nudum
- Drillia alata H. Adams & A. Adams, 1853

## Espécies trazidas para a sinonímia
- Drillia acestra Dall, 1889: sinônimo de Compsodrillia acestra (Dall, 1889)
- Drillia achatina Verco, 1909: sinônimo de Austrodrillia dimidiata (G. B. Sowerby III, 1896)
- Drillia acloneta W. H. Dall, 1889: sinônimo de Inodrillia acloneta (W. H. Dall, 1889)
- Drillia acrybia Dall, 1889: sinônimo de Inodrillia acrybia (Dall, 1889)
- Drillia actinocycla Dall & Simpson, 1901:[63] sinônimo de Strombus pugilis Linnaeus, 1758
- Drillia acucincta W. H. Dall, 1890: sinônimo de Zonulispira crocata (L. A. Reeve, 1845)
- †Drillia acurugata Dall, 1890:[64] sinônimo de †Strictispira acurugata (Dall, 1890)
- †Drillia acutangularis (Deshayes, 1834): sinônimo de †Drilliola turrella (Lamarck, 1804)
- †Drillia adriani (Dollfuss, 1899): sinônimo de Crassispira (Tripia) sulcata adriani (Dollfus, 1899)
- Drillia aemula Angas, 1877: sinônimo de Inquisitor aemula (Angas, 1877)
- Drillia aepynota Dall, 1889: sinônimo de Inodrillia aepynota (Dall, 1889)
- †Drillia aequistriata Hutton, 1885: sinônimo de †Splendrillia aequistriata (Hutton, 1885)
- Drillia aesopus Schepman, 1913: sinônimo de Inquisitor aesopus (Schepman, 1913)
- Drillia agnewia Tenison-Woods, 1879: sinônimo de Vexitomina coxi (Angas, 1867)
- Drillia agrestis Verco, 1909: sinônimo de Austrodrillia agrestis (Verco, 1909)
- Drillia alabaster (Reeve, 1843): sinônimo de Inquisitor alabaster (Reeve, 1843)
- Drillia albanyana W. H. Turton, 1932: sinônimo de Striatoguraleus thetis (E. A. Smith, 1904) (possível sinônimo júnior)
- Drillia albicoma Dall, 1889: sinônimo de Neodrillia albicoma (Dall, 1889)
- Drillia albiguttata Pilsbry, 1904: sinônimo de Pilsbryspira albiguttata (Pilsbry, 1904)
- Drillia albinodata (Reeve, 1846): sinônimo de Pilsbryspira albinodata (Reeve, 1846)
- Drillia albonodosa Carpenter, 1857: sinônimo de Compsodrillia albonodosa (Carpenter, 1857)
- Drillia albonodulosa E. A. Smith, 1904: sinônimo de Psittacodrillia albonodulosa (E. A. Smith, 1904)
- Drillia albotessellata E. A. Smith, 1906: sinônimo de Nquma rousi (Sowerby III, 1886)
- Drillia alesidota Dall, 1889: sinônimo de Hindsiclava alesidota (Dall, 1889)
- Drillia algoensis Barnard, K.H., 1958: sinônimo de Drillia erepta Barnard, K.H., 1969
- Drillia alluaudi Dautzenberg, 1932: sinônimo de Paradrillia alluaudi (Dautzenberg, 1932)
- Drillia amanda E. A. Smith, 1882: sinônimo de Drillia sinuosa (G. Montagu, 1803)
- Drillia amblytera K.J. Bush, 1893: sinônimo de Inodrillia amblytera (K.J. Bush, 1893)
- Drillia ancilla Thiele, 1925: sinônimo de Orrmaesia ancilla (Thiele, 1925)
- Drillia angasi (Crosse, 1863): sinônimo de Austrodrillia angasi (Crosse, 1863)
- †Drillia angulosa G.P. Deshayes, 1834: sinônimo de †Crassispira angulosa G.P. Deshayes, 1834
- Drillia antiguensis P. Bartsch, 1943: sinônimo de Neodrillia cydia (P. Bartsch, 1943)
- Drillia appressa Carpenter, 1864: sinônimo de Crassispira appressa (Carpenter, 1864)
- †Drillia (Crassispira) armoricensis Cossmann, 1896: sinônimo de †Crassispira armoricensis (Cossmann, 1896)
- Drillia aterrima (G. B. Sowerby I, 1834): sinônimo de Pilsbryspira aterrima (Sowerby I, 1834)
- Drillia atkinsoni Tenison-Woods, 1876: sinônimo de Etrema denseplicata (Dunker, 1871)
- Drillia auberti Lamy, 1934: sinônimo de Pilsbryspira auberti (Lamy, 1934)
- Drillia auriculifera Lamarck, 1816: sinônimo de Clavus canalicularis (Röding, 1798)
- Drillia aurora Thiele, 1925: sinônimo de Splendrillia aurora (Thiele, 1925)
- Drillia bairstowi (G. B. Sowerby III, 1886): sinônimo de Psittacodrillia bairstowi (Sowerby III, 1886)
- Drillia bandata Nowell-Usticke, 1971: sinônimo de Crassispira latizonata (E. A. Smith, 1882)
- Drillia batjanensis Schepman, 1913: sinônimo de Maoritomella batjanensis (Schepman, 1913)
- Drillia baynhami Melvill & Standen, 1901: sinônimo de Ptychobela baynhami (Smith, E.A., 1891)
- Drillia bealiana (Schwengel & McGinty, 1942):[65] sinônimo de Douglassia bealiana Schwengel & McGinty, 1942
- Drillia bednalli G. B. Sowerby III, 1896: sinônimo de Splendrillia bednalli (G. B. Sowerby III, 1896)
- Drillia beraudiana (Crosse, 1863): sinônimo de Austrodrillia beraudiana (Crosse, 1863)
- Drillia berryi McLean & Poorman, 1971: sinônimo de Clathrodrillia berryi (McLean & Poorman, 1971)
- Drillia bijubata (Reeve, 1843): sinônimo de Turridrupa bijubata (Reeve, 1843)
- Drillia blacki (Petuch, 2004):[66] sinônimo de Fenimorea moseri (Dall, 1889)
- Drillia blakensis Tippett, 2007:[67] sinônimo de Clathrodrillia blakensis (Tippett, 2007)
- Drillia bottae (Valenciennes in Kiener, 1839): sinônimo de Crassispira bottae (Valenciennes in Kiener, 1839)
- Drillia braziliensis E. A. Smith, 1915: sinônimo de Carinodrillia braziliensis (E. A. Smith, 1915)
- †Drillia brevicauda (Deshayes, 1834): sinônimo de † Turricula brevicauda (Deshayes, 1834)
- †Drillia brevicula (Deshayes, 1834): sinônimo de †:Eopleurotoma brevicula (Deshayes, 1834)
- Drillia burnupi (G. B. Sowerby III, 1897): sinônimo de Clavus burnupi (G. B. Sowerby III, 1897)
- Drillia cancellata Carpenter, 1864: sinônimo de Ophiodermella cancellata (Carpenter, 1864)
- Drillia cancellata (Beddome, 1883): sinônimo de Exomilus cancellata (Beddome, 1883)
- Drillia candens E. A. Smith, 1879: sinônimo de Clavus candens (E. A. Smith, 1879)
- Drillia canna W. H. Dall, 1889: sinônimo de Compsodrillia canna (W. H. Dall, 1889)
- Drillia carmen G. B. Sowerby III, 1916: sinônimo de Inquisitor carmen (G. B. Sowerby III, 1916)
- Drillia carnicolor Hervier, 1896: sinônimo de Otitoma carnicolor (Hervier, 1896)
- Drillia centimata Dall, 1889: sinônimo de Spirotropis centimata (Dall, 1889)
- Drillia cerithoidea Carpenter, 1857: sinônimo de Crassispira cerithoidea (Carpenter, 1857)
- Drillia chaaci Espinosa & Rolán, 1995: sinônimo de Fenimorea chaaci (Espinosa & Rolán, 1995)
- Drillia chazaliei Dautzenberg, 1900: sinônimo de Crassispira chazaliei (Dautzenberg, 1900)
- Drillia chordata Suter, 1908: sinônimo de Aoteadrillia wanganuiensis (Hutton, 1873)
- Drillia circumvertens Melvill & Standen, 1901: sinônimo de Microdrillia circumvertens (Melvill & Standen, 1901)
- Drillia claudoni Dautzenberg, 1900: sinônimo de Glyphostoma claudoni (Dautzenberg, 1900)
- Drillia clavata G. B. Sowerby II, 1870: sinônimo de Clavus clavata (G. B. Sowerby II, 1870)
- Drillia clydonia Melvill & Standen, 1901: sinônimo de Splendrillia clydonia (Melvill & Standen, 1901)
- Drillia collaris (G. B. Sowerby I, 1834): sinônimo de Pilsbryspira collaris (Sowerby I, 1834)
- Drillia commentica Hedley, 1915: sinônimo de Microdrillia commentica (Hedley, 1915)
- Drillia confusa Seguenza, G., 1880: sinônimo de Spirotropis confusa (Seguenza, 1880)
- Drillia consociata (Smith E.A., 1877): sinônimo de Crassispira consociata (E. A. Smith, 1877)
- Drillia continua J. C. Melvill & R. Standen, 1903: sinônimo de Haedropleura continua (Melvill, J.C. & R. Standen, 1903)
- Drillia corrugata (Sowerby, G.B. I, 1834): sinônimo de Crassispira turricula (G. B. Sowerby I, 1834)
- †Drillia costaria (Lamarck, 1804):[68] sinônimo de  †Crassispira costaria (Lamarck, 1804)
- Drillia costicapitata Verco, 1909: sinônimo de Pseudexomilus costicapitata (Verco, 1909)
- Drillia coxi Angas, 1867: sinônimo de Vexitomina coxi (Angas, 1867)
- Drillia crassa (Smith E.A., 1888): sinônimo de Clavus aglaia (Dall, 1918)
- Drillia crebrespirata Verco, 1909: sinônimo de Filodrillia crebrespirata (Verco, 1909)
- Drillia crenularis (Lamarck, 1816): sinônimo de Ptychobela nodulosa (Gmelin, 1791)
- Drillia crocata L. A. Reeve, 1845: sinônimo de Zonulispira crocata (L. A. Reeve, 1845)
- Drillia cubana Melvill, 1923: sinônimo de Crassispira cubana (Melvill, 1923)
- †Drillia curvicosta (Lamarck, 1804): sinônimo de †Eopleurotoma curvicosta (Lamarck, 1804)
- Drillia cydia (Bartsch, 1943):[69] sinônimo de Neodrillia cydia Bartsch, 1943
- Drillia cygnea Melvill & Standen, 1897: sinônimo de Clavus cygnea (Melvill & Standen, 1897)
- Drillia dalli (Verrill & Smith, 1882): sinônimo de Inodrillia dalli (Verrill & S. Smith [in Verrill], 1882)
- Drillia dautzenbergi Tippett, 1995: sinônimo de Clathrodrillia dautzenbergi (Tippett, 1995)
- Drillia decenna W. H. Dall, 1908: sinônimo de Clavus clavata (G. B. I Sowerby, 1870)
- †Drillia decussata (Lamarck, 1804): sinônimo de †Eopleurotoma baylei (de BOURY, 1899)
- Drillia denseplicata Dunker, 1871: sinônimo de Etrema denseplicata (Dunker, 1871)
- Drillia detecta (Dall, 1881):[70] sinônimo de Pleurotomella circumvoluta (Watson, 1881)
- Drillia dilecta Hedley, 1903: sinônimo de Tomopleura dilecta (Hedley, 1903)
- Drillia dimidiata G. B. Sowerby III, 1896: sinônimo de Austrodrillia dimidiata (G. B. Sowerby III, 1896)
- Drillia discors G.B. Sowerby I, 1834: sinônimo de Crassispira discors (Sowerby I, 1834)
- Drillia disjecta (Smith, E.A., 1888): sinônimo de Splendrillia disjecta (E. A. Smith, 1888)
- Drillia distincta Thiele J., 1925: sinônimo de Inkinga platystoma (E. A. Smith, 1877)
- Drillia diversa (E. A. Smith, 1882): sinônimo de Psittacodrillia diversa (E. A. Smith, 1882)
- Drillia dolorosa Thiele, 1925:[71] sinônimo de Filodrillia dolorosa (Thiele, 1925)
- Drillia dunkeri Knudsen, 1952: sinônimo de Drillia knudseni Tippett, 2006
- Drillia eburnea P.P. Carpenter, 1865: sinônimo de Pseudomelatoma penicillata (P.P. Carpenter, 1865)
- Drillia echinata:[72] sinônimo de Clavus flammulatus Montfort, 1810
- Drillia elevata (Smith E.A., 1884): sinônimo de Citharomangelia elevata (Smith E.A., 1884)
- Drillia empyrosia Dall, 1899: sinônimo de Elaeocyma empyrosia (Dall, 1899)
- Drillia enae (Bartsch, 1934):[73] sinônimo de Douglassia enae Bartsch, 1934
- Drillia encia P. Bartsch, 1943: sinônimo de Neodrillia cydia (P. Bartsch, 1943)
- †Drillia (Crassipira) erronea Cossmann, 1902:[74] sinônimo de †Crassispira erronea (Cossmann, 1902)
- Drillia essingtonensis (Smith, 1888): sinônimo de Inquisitor mastersi (Brazier, 1876)
- Drillia eucosmia Dall, 1889: sinônimo de Compsodrillia eucosmia (Dall, 1889)
- †Drillia eupora W. H. Dall, 1915: sinônimo de * †Hindsiclava eupora (W. H. Dall, 1915)
- Drillia eva Thiele, 1925: sinônimo de Splendrillia eva (Thiele, 1925)
- Drillia exasperata (Reeve, 1843): sinônimo de Clavus exasperatus (Reeve, 1843)
- Drillia exsculpta R.B. Watson, 1882: sinônimo de Belomitra pourtalesii (W. H. Dall, 1881)
- Drillia exilis Pease, 1868: sinônimo de Clavus exilis (Pease, 1868)
- Drillia falcicosta Barnard, 1958: sinônimo de Clavus falcicosta (Barnard, 1958)
- Drillia falsa Barnard, 1958: sinônimo de Splendrillia falsa (Barnard, 1958)
- Drillia fancherae W. H. Dall, 1903: sinônimo de Ophiodermella fancherae (W. H. Dall, 1903)
- Drillia fanoa W. H. Dall, 1927: sinônimo de Compsodrillia fanoa (W. H. Dall, 1927)
- Drillia flavidula:[75] sinônimo de Clathrodrillia flavidula (Lamarck, 1822)
- Drillia flavonodulosa E. A. Smith, 1879: sinônimo de Crassispira flavonodulosa (E. A. Smith, 1879)
- Drillia flucki Brown & Pilsbry, 1913: sinônimo de Pilsbryspira flucki (Brown & Pilsbry, 1913)
- Drillia fortilirata E. A. Smith, 1879: sinônimo de Pseudoetrema fortilirata (E. A. Smith, 1879)
- Drillia fossata (G. B. Sowerby III, 1903): sinônimo de Tropidoturris fossata (Sowerby III, 1903)
- Drillia fugata E. A. Smith, 1895: sinônimo de Paradrillia fugata (E. A. Smith, 1895)
- Drillia fultoni (G. B. Sowerby III, 1888): sinônimo de Pulsarella fultoni (G. B. Sowerby III, 1888)
- †Drillia furcata (Lamarck, 1804): sinônimo de †Crassispira furcata (Lamarck, 1804)
- †Drillia fuscescens (Gray, 1843):[18] sinônimo de Crassispira fuscescens (Reeve, 1843)
- Drillia fusconitens G. B. Sowerby III, 1901: sinônimo de Clavus fusconitens (G. B. Sowerby III, 1901)
- †Drillia fusiformis Hutton, 1877: sinônimo de †Comitas fusiformis (Hutton, 1877)
- Drillia gabrieli Pritchard & Gatliff, 1899: sinônimo de Paracuneus immaculatus (Tenison-Woods, 1876)
- Drillia gatliffi Verco, 1909: sinônimo de Scrinium gatliffi (Verco, 1909)
- Drillia gibbosa (Born, 1778): sinônimo de Clathrodrillia gibbosa (Born, 1778)
- †Drillia (Crassispira) glaphyrella Cossmann & PIissarro, 1900:[76] sinônimo de †Crassispira glaphyrella (Cossmann & PIissarro, 1900)
- Drillia granatella Melvill & Standen, 1903: sinônimo de Splendrillia granatella (Melvill & Standen, 1903)
- Drillia gratiosa G. B. Sowerby III, 1896: sinônimo de Splendrillia gratiosa (G. B. Sowerby III, 1896)
- Drillia greeleyi Dall, 1901: sinônimo de Crassispira greeleyi (Dall, 1901)
- Drillia gundlachi Dall & Simpson, 1901: sinônimo de Compsodrillia gundlachi (Dall & Simpson, 1901)
- Drillia hadfieldi J. C. Melvill & R. Standen, 1895: sinônimo de Pseudodaphnella hadfieldi (J. C. Melvill & R. Standen, 1895)
- Drillia halidoma Bartsch, P., 1915: sinônimo de Clionella semicostata'' (Kiener, 1840)
- Drillia haliostrephis Dall, 1889: sinônimo de Compsodrillia haliostrephis (Dall, 1889)
- Drillia harpularia (Desmoulins, 1842): sinônimo de Crassispira harpularia (Desmoulins, 1842)
- Drillia haswelli Hedley, 1907: sinônimo de Filodrillia haswelli (Hedley, 1907)
- Drillia hecatorgnia Verco, 1907: sinônimo de Bathytoma hecatorgnia (Verco, 1907)
- Drillia hedleyi Verco, 1909: sinônimo de Inquisitor hedleyi (Verco, 1909)
- †Drillia hispaniolae C.J. Maury, 1917: sinônimo de †Crassispira hispaniolae C.J. Maury, 1917
- Drillia hololeuca N.H. Odhner, 1917: sinônimo de Inquisitor spicata (R. B. Hinds, 1843)
- Drillia hottentota (E. A. Smith, 1882): sinônimo de Clavus hottentotus (E. A. Smith, 1882)
- Drillia howitti Pritchard & Gatliff, 1899: sinônimo de Splendrillia woodsi (Beddome, 1883)
- Drillia humilis E. A. Smith, 1879: sinônimo de Clavus humilis (E. A. Smith, 1879)
- †Drillia hypermeces Cossmann, 1889: sinônimo de †Crassispira hypermeces (Cossmann, 1889)
- †Drillia hypoglypta Fontannes, 1880: sinônimo de †Belidaphne hypoglypta (Fontannes, 1880)
- Drillia immaculata (Tenison-Woods, 1876): sinônimo de Paracuneus immaculatus (Tenison-Woods, 1876)
- Drillia incerta (Smith E. A., 1877):[77] sinônimo de Inquisitor incertus (E. A. Smith, 1877)
- Drillia incilis R.B. Watson, 1881: sinônimo de Glyphostoma gratula (W. H. Dall, 1881)
- Drillia incisa Carpenter, 1864: sinônimo de Ophiodermella inermis (Reeve, 1843)
- †Drillia incrassata (Dujardin, 1837): sinônimo de Crassopleura maravignae (Bivona Ant. in Bivona And., 1838)
- Drillia incrusta Tenison-Woods, 1877: sinônimo de Guraleus incrusta (Tenison-Woods, 1877)
- †Drillia (Crassispira) inflexa (Lamarck, 1804): sinônimo de †Crassispira tuckeri Le Renard, 1994
- Drillia infrafusca (Sowerby, G.B. III, 1893): sinônimo de Clavus infrafusca (Sowerby, G.B. III, 1893)
- Drillia inimica (Dall, 1927): sinônimo de Clathrodrillia inimica Dall, 1927[78]
- Drillia innocens Melvill, 1923: sinônimo de Splendrillia interpunctata (E. A. Smith, 1882)
- Drillia insignita Melvill, 1923: sinônimo de Inquisitor insignita (Melvill, 1923)
- Drillia intermaculata E. A. Smith, 1879: sinônimo de Splendrillia intermaculata (E. A. Smith, 1879)
- Drillia interpleura Dall & Simpson, 1901: sinônimo de Buchema interpleura (Dall & Simpson, 1901)
- Drillia interpunctata Smith E.A., 1882: sinônimo de Splendrillia coccinata (Reeve, 1845)
- Drillia intertincta Smith E.A., 1877: sinônimo de Inquisitor intertincta (Smith E.A., 1877)
- Drillia ione Melvill & Standen, 1896: sinônimo de Anacithara ione (Melvill & Standen, 1896)
- †Drillia (Crassispira) ischnomorpha Cossmann & Pissarro, 1900: sinônimo de †Crassispira ischnomorpha (Cossmann & Pissarro, 1900)
- Drillia jaffaensis Verco, 1909: sinônimo de Epideira jaffaensis (Verco, 1909)
- Drillia jamaicensis P. Bartsch, 1943: sinônimo de Neodrillia cydia (P. Bartsch, 1943)
- Drillia japonica Lischke, 1869: sinônimo de Clavus japonicus (Lischke, 1869)
- Drillia jeffreysii E. A. Smith, 1875: sinônimo de Inquisitor jeffreysii (E. A. Smith, 1875)
- Drillia jousseaumei Dautzenberg, 1900: sinônimo de Lioglyphostoma jousseaumei (Dautzenberg, 1900)
- Drillia kennicotti Dall, 1871: sinônimo de Suavodrillia kennicotti (Dall, 1871)
- Drillia kleinrosa Nowell-Usticke, 1969: sinônimo de Miraclathurella kleinrosa (Nowell-Usticke, 1969)
- Drillia kwandangensis Schepman, 1913: sinônimo de Thelecytharella kwandangensis (Schepman, 1913)
- †Drillia (Crassispira) labroplicata Cossmann, 1896:[79] sinônimo de †Crassispira labroplicata (Cossmann, 1896)
- Drillia lacteola Verco, 1909: sinônimo de Filodrillia lacteola (Verco, 1909)
- Drillia laeta (Hinds, 1843): sinônimo de Clavus laetus (Hinds, 1843)
- Drillia lanceolata (Reeve, 1845): sinônimo de Clathrodrillia flavidula (Lamarck, 1822)
- Drillia lara Bartsch, 1915: sinônimo de Drillia caffra (E. A. Smith, 1882)
- Drillia laterculata (Sowerby II, 1870): sinônimo de Inquisitor laterculata (Sowerby II, 1870)
- Drillia laterculoides Barnard, 1958: sinônimo de Funa laterculoides (Barnard, 1958)
- Drillia latiriformis Melvill, 1923: sinônimo de Crassispira latiriformis (Melvill, 1923)
- Drillia lauta Pease, 1868: sinônimo de Clavus lamberti (Montrouzier, 1860)
- †Drillia (Tripia) lavillei (de Boury, 1899): sinônimo de †Crassispira lavillei (de Boury, 1899)
- Drillia layardi (G. B. Sowerby III, 1897): sinônimo de Crassiclava layardi (Sowerby III, 1897)
- Drillia legrandi Beddome, 1883: sinônimo de Asperdaphne legrandi (Beddome, 1883)
- Drillia leucocyma Dall, 1884: sinônimo de Pilsbryspira leucocyma (Dall, 1884)
- †Drillia limonetta Olsson, 1922: sinônimo de Strombina recurva (G. B. Sowerby I, 1832)
- Drillia limonitella Dall, 1884: sinônimo de Kurtziella limonitella (Dall, 1884)
- Drillia lithoria Melvill & Standen, 1903: sinônimo de Paradrillia lithoria (Melvill & Standen, 1903)
- Drillia livida Hedley, 1909: sinônimo de Clavus exasperatus (Reeve, 1843)
- Drillia longispira E. A. Smith, 1879: sinônimo de Leiocithara longispira (E. A. Smith, 1879)
- †Drillia losquemadica Maury 1917: sinônimo de †Crassispira losquemadica Maury 1917
- Drillia lucida Nevill & Nevill, 1875: sinônimo de Splendrillia lucida (Nevill & Nevill, 1875)
- Drillia luctuosa (Hinds, 1843): sinônimo de Clavatula luctuosa Hinds, 1843
- Drillia lyallensis Murdoch, 1905: sinônimo de Neoguraleus lyallensis (Murdoch, 1905)
- Drillia madurensis Schepman, 1913: sinônimo de Horaiclavus madurensis (Schepman, 1913)
- Drillia maorum E. A. Smith, 1877: sinônimo de Antimelatoma buchanani (Hutton, 1873)
- †Drillia margaritula (Deshayes, 1834): sinônimo de †Crassispira margaritula (Deshayes, 1834)
- Drillia marmarina (Watson, 1881): sinônimo de Fenimorea marmarina (Watson, 1881)
- †Drillia mausseneti (Cossmann, 1889): sinônimo de †Crassispira mausseneti (Cossmann, 1889)
- Drillia melonesiana Dall & Simpson, 1901: sinônimo de Crassispira melonesiana (Dall & Simpson, 1901)
- †Drillia merriami Arnold, 1903: sinônimo de Borsonella merriami (Arnold, 1903)
- †Drillia mesomorhpa Cossmann, 1889: sinônimo de †Crassispira nana (Deshayes, 1834)
- Drillia metcalfei Angas, 1867: sinônimo de Vexitomina metcalfei (Angas, 1867)
- Drillia microscelida W. H. Dall, 1895: sinônimo de Gemmula microscelida (W. H. Dall, 1895)
- Drillia minor Seguenza, 1880 (inválido);: sinônimo de Clathrodrillia dautzenbergi (D.L. Tippett, 1995)
- Drillia minuta Tenison-Woods, 1877: sinônimo de Nepotilla minuta (Tenison-Woods, 1877)
- Drillia minutissima Garrett, 1873: sinônimo de Carinapex minutissima (Garrett, 1873)
- Drillia moesta Carpenter, 1864: sinônimo de Pseudomelatoma moesta (Carpenter, 1864)
- Drillia monilifera Carpenter, 1857: sinônimo de Crassispira monilifera (Carpenter, 1857)
- Drillia morgana Barnard, 1958: sinônimo de Antiguraleus morgana (Barnard, 1958)
- Drillia moseri Dall, 1889: sinônimo de Fenimorea moseri (Dall, 1889)
- Drillia multilirata Hedley, C. 1903: sinônimo de Inquisitor multilirata (Smith E. A., 1877)
- Drillia multiplex Webster, 1906: sinônimo de Maoritomella multiplex (Webster, 1906)
- Drillia nagasakiensis E. A. Smith, 1879: sinônimo de Turridrupa nagasakiensis (E. A. Smith, 1879)
- Drillia nenia Hedley, 1903: sinônimo de Splendrillia nenia (Hedley, 1903)
- Drillia nicklesi Knudsen, 1956:[80] sinônimo de Cerodrillia nicklesi (Knudsen, 1956)
- Drillia nigerrima (G. B. Sowerby I, 1834): sinônimo de Crassispira nigerrima (Sowerby I, 1834)
- Drillia nitens (Hinds, R.B., 1843): sinônimo de Agladrillia nitens (Hinds, 1843)
- Drillia nitens Brazier, J. 1876: sinônimo de Clavus cygneus (Melvill & Standen, 1897)
- Drillia nivosa E. A. Smith, 1904: sinônimo de Drillia caffra (E. A. Smith, 1882)
- Drillia nodifera Pease, 1860: sinônimo de Clavus nodifera (Pease, 1860)
- Drillia nodilirata (E. A. Smith, 1877): sinônimo de Pleurotoma nodilirata E. A. Smith, 1877
- †Drillia nodulosa (Lamarck, 1804): sinônimo de †Crassispira nodulosa (Lamarck, 1804)
- Drillia nodulosa Pease, 1863: sinônimo de Clavus nodulosa (Pease, 1863)
- Drillia obliquata (Reeve, L. A., 1845): sinônimo de Clavus obliquatus (Reeve, 1845)
- Drillia omia Barnard, 1958: sinônimo de Crassiclava omia (Barnard, 1958)
- Drillia oneili Barnard, 1958: sinônimo de Thelecytharella oneili (Barnard, 1958)
- Drillia opalus (Reeve, 1845): sinônimo de Plagiostropha opalus (Reeve, 1845)
- Drillia optabilis Murdoch & Suter, 1906: sinônimo de Awateria optabilis (R. Murdoch & Suter, 1906)
- Drillia ordinaria W. H. Turton, 1932: sinônimo de Inkinga platystoma (E. A. Smith, 1877)
- Drillia orellana (Dall, 1927): sinônimo de Clathrodrillia orellana Dall, 1927
- Drillia ostrearum Stearns, 1872: sinônimo de Pyrgospira ostrearum (Stearns, 1872)
- †Drillia oxyacrum (Cossmann, 1889): sinônimo de †Crassispira oxyacrum (Cossmann, 1889)
- Drillia pagodaeformis Schepman, 1913: sinônimo de Comitas pagodaeformis (Schepman, 1913)
- Drillia pagodula Dall, 1889: sinônimo de Fenimorea pagodula (Dall, 1889)
- Drillia papillosa Garrett, 1873: sinônimo de Carinapex papillosa (Garrett, 1873)
- Drillia parciplicata G. B. Sowerby III, 1915: sinônimo de Cymatosyrinx parciplicata (G. B. Sowerby III, 1915)
- Drillia paricostata E. A. Smith, 1879: sinônimo de Splendrillia raricostata (E. A. Smith, 1879)
- Drillia paroeca Melvill, 1923: sinônimo de Clavus paroeca (Melvill, 1923)
- Drillia parva E. A. Smith, 1888: sinônimo de Hemipleurotoma amymone W. H. Dall, 1918
- †Drillia passaloides Cossmann, 1902: sinônimo de †Crassispira passaloides (Cossmann, 1902)
- Drillia penicillata Carpenter, 1865: sinônimo de Pseudomelatoma penicillata (Carpenter, 1865)
- Drillia pentagonalis Verco, 1896: sinônimo de Bellaspira pentagonalis (Dall, 1889)
- Drillia pentagonalis Dall, 1889: sinônimo de Exomilus pentagonalis (Verco, 1896)
- Drillia peradmirabilis E. A. Smith, 1879: sinônimo de Asperdaphne peradmirabilis (E. A. Smith, 1879)
- Drillia perfluans Barnard, 1958: sinônimo de Antiguraleus perfluans (Barnard, 1958)
- Drillia persica (E. A. Smith, 1888): sinônimo de Splendrillia persica (E. A. Smith, 1888)
- Drillia petuchi Tippett, 1995: sinônimo de Clathrodrillia petuchi (Tippett, 1995)
- Drillia pharcida W. H. Dall, 1889: sinônimo de Inodrillia pharcida (W. H. Dall, 1889)
- †Drillia plateaui (Cossmann, 1889): sinônimo de †Crassispira plateaui (Cossmann, 1889)
- Drillia platystoma (E. A. Smith, 1877): sinônimo de Inkinga platystoma (E. A. Smith, 1877)
- Drillia pleonastica Barnard, 1958: sinônimo de Maoritomella pleonastica (Barnard, 1958)
- Drillia polytorta W. H. Dall, 1881: sinônimo de Hindsiclava polytorta (W. H. Dall, 1881)
- Drillia ponciana Dall & Simpson, 1901: sinônimo de Crassispira nigrescens (C. B. Adams, 1845)
- Drillia praeclara G. B. Sowerby III, 1915: sinônimo de Splendrillia praeclara (Melvill, 1893)
- Drillia praetermissa E. A. Smith, 1904: sinônimo de Naudedrillia praetermissa (E. A. Smith, 1904)
- Drillia prosuavis C. Hedley, 1903: sinônimo de Vexitomina suavis (E. A. Smith, 1888)
- Drillia primula Melvill, 1923: sinônimo de Buchema primula (Melvill, 1923)
- Drillia prunulum Melvill, J.C. & R. Standen, 1901: sinônimo de Paradrillia inconstans prunulum (Melvill, J.C. & R. Standen, 1901)
- Drillia punctatostriata Carpenter, 1856: sinônimo de Maesiella punctatostriata (Carpenter, 1856)
- Drillia pusilla Garrett, 1873: sinônimo de Clavus pusilla (Garrett, 1873)
- †Drillia quoniamensis (Boussac in Périer, 1941): sinônimo de †Crassispira quoniamensis (Boussac in Périer, 1941)
- Drillia quoyi (Desmoulins, 1842): sinônimo de Epidirona quoyi (Desmoulins, 1842)
- Drillia radula (Hinds, 1843): sinônimo de Inquisitor radula (Hinds, 1843)
- Drillia raricostata E. A. Smith, 1879: sinônimo de Splendrillia raricostata (E. A. Smith, 1879)
- Drillia raricostulata (Deshayes, 1865): sinônimo de Crassispira raricostulata (Deshayes, 1865)
- Drillia reciproca Gould, 1860: sinônimo de Tomopleura reciproca (Gould, 1860)
- Drillia regia (Reeve, 1842): sinônimo de Vexitomina regia (Reeve, 1842)
- Drillia renaudi Arnold, 1903: sinônimo de Rhodopetoma renaudi (Arnold, 1903)
- Drillia resplendens (Melvill, J.C., 1898): sinônimo de Splendrillia resplendens (Melvill, J.C., 1898)
- Drillia rhodochroa Dautzenberg, 1900: sinônimo de Agladrillia rhodochroa (Dautzenberg, 1900)
- Drillia rioensis E. A. Smith, 1915: sinônimo de Brachytoma rioensis (E. A. Smith, 1915)
- Drillia rosea (G. B. Sowerby I, 1834): sinônimo de Drillia roseola (Hertlein, L.G. & A.M. Strong, 1955)
- Drillia roseobasis Pilsbry, H. A. & E. G. Vanatta, 1902: sinônimo de Drillia albicostata (Sowerby I, 1834)
- Drillia roseotincta W. H. Dall, 1918: sinônimo de Drillia albicostata (G. B. I Sowerby, 1834)
- Drillia rougeyroni (Souverbie in Souverbie & Montrouzier, 1874): sinônimo de Drillia barkliensis H. Adams, 1869
- Drillia rousi (G. B. Sowerby III, 1886): sinônimo de Nquma rousi (Sowerby III, 1886)
- Drillia rubidofusca Schepman, 1913: sinônimo de Crassispira rubidofusca (Schepman, 1913)
- Drillia rudis (G. B. Sowerby I, 1834): sinônimo de Crassispira rudis (Sowerby I, 1834)
- Drillia rufolineata Schepman, 1913: sinônimo de Brachytoma rufolineata (Schepman, 1913)
- Drillia sacra (Reeve, L. A., 1845): sinônimo de Clavus sacra (Reeve, L. A., 1845)
- Drillia salvadorica (Hertlein & Strong, 1951): sinônimo de Clathrodrillia salvadorica (Hertlein & Strong, 1951)
- Drillia saulcydianum (Récluz, C., 1851): sinônimo de Drillia umbilicata Gray, 1838
- Drillia saxea G. B. Sowerby III, 1896: sinônimo de Austrodrillia saxea (G. B. Sowerby III, 1896)
- Drillia schoutanica May, 1911: sinônimo de Epidirona schoutanica (May, 1911)
- Drillia scitecosta (G. B. Sowerby III, 1903): sinônimo de Tropidoturris scitecosta (Sowerby III, 1903)
- Drillia scitecostata [sic]: sinônimo de Tropidoturris scitecosta (Sowerby III, 1903)
- †Drillia sedilia Dall, 1890: sinônimo de †Sedilia sedilia (Dall, 1890)
- Drillia sexradiata Odhner, 1917: sinônimo de Inquisitor sexradiata (Odhner, 1917)
- Drillia simplex Turton W. H., 1932: sinônimo de Anacithara simplex (Turton W. H., 1932)
- Drillia simplicicingula Barnard, 1958: sinônimo de Tropidoturris simplicicingula (Barnard, 1958)
- Drillia sinclairi Gillies, 1882: sinônimo de Neoguraleus sinclairi (Gillies, 1882)
- Drillia sinensis (Hinds, 1843): sinônimo de Crassispira sinensis (Hinds, 1843)
- Drillia sinensis Brazier, 1876: sinônimo de Inquisitor sterrha (Watson, 1881)
- Drillia smirna (Dall, 1881): sinônimo de Globidrillia smirna (Dall, 1881)
- Drillia solicitata G. B. Sowerby III, 1913: sinônimo de Splendrillia solicitata (G. B. Sowerby III, 1913)
- Drillia solida (C. B. Adams, 1850): sinônimo de Clathrodrillia solida (C. B. Adams, 1850)
- Drillia sowerbyi Reeve, L. A., 1846: sinônimo de Crassispira turricula (G. B. Sowerby I, 1834)
- Drillia spadix (Watson, 1886): sinônimo de Paracuneus spadix (Watson, 1886)
- Drillia spaldingi J. W. Brazier, 1876: sinônimo de Inquisitor spicata (R. B. Hinds, 1843)
- Drillia spectrum (Reeve, 1845): sinônimo de Funa spectrum (Reeve, 1845)
- Drillia sterrha (Watson, 1881): sinônimo de Inquisitor sterrha (Watson, 1881)
- Drillia streptonotus Pilsbry, 1904: sinônimo de Etrema streptonotus (Pilsbry, 1904)
- †Drillia streptophora (Bayan, 1873): sinônimo de †Crassispira streptophora (Bayan, 1873)
- Drillia striata Hinds, 1844: sinônimo de Conopleura striata (Hinds, 1844)
- Drillia strigata G. B. Sowerby II, 1874: sinônimo de Drillia barkliensis H. Adams, 1869
- Drillia suavis Hervier, 1896: sinônimo de Ceritoturris suavis (Hervier, 1896)
- Drillia subangusta Schepman, 1913: sinônimo de Inquisitor subangusta (Schepman, 1913)
- Drillia subauriformis E. A. Smith, 1879: sinônimo de Etrema subauriformis (E. A. Smith, 1879)
- Drillia subcontracta E. A. Smith, 1904: sinônimo de Clionella subcontracta (E. A. Smith, 1904)
- †Drillia (Tripia) subgranulosa (d'Orbigny, 1850): sinônimo de †Crassispira subgranulosa (d'Orbigny, 1850)
- Drillia subobliquata E. A. Smith, 1879: sinônimo de Clavus subobliquatus (E. A. Smith, 1879)
- Drillia subplicata Verco, 1909: sinônimo de Austrodrillia subplicata (Verco, 1909)
- Drillia subsida W. H. Dall, 1881: sinônimo de Mangelia subsida (W. H. Dall, 1881)
- †Drillia subturrella (de Boury, 1899): sinônimo de †Drilliola subturrella (de Boury, 1899)
- Drillia subviridis May, 1911: sinônimo de Splendrillia subviridis (May, 1911)
- †Drillia sulcata (Lamarck, 1804): sinônimo de †Crassispira sulcata (Lamarck, 1804)
- Drillia suluensis Schepman, 1913: sinônimo de Splendrillia suluensis (Schepman, 1913)
- Drillia suturalis Gray, 1838: sinônimo de Ptychobela suturalis (Gray, 1838)
- Drillia taeniata J. E. Tenison-Woods, 1878: sinônimo de Austrodrillia beraudiana (J. C. H. Crosse, 1863)
- Drillia tasconium Melvill & Standen, 1901: sinônimo de Crassispira tasconium (Melvill & Standen, 1901)
- Drillia tayloriana (Reeve, 1846): sinônimo de Funa tayloriana (Reeve, 1846)
- Drillia telescopialis Verco, 1896: sinônimo de Exomilus telescopialis (Verco, 1896)
- †Drillia tenuicrenata (Cossmann, 1902): sinônimo de †Crassispira tenuicrenata (Cossmann, 1902)
- † Drillia tenuispiralis P. Marshall, 1918: sinônimo de  †Austroclavus tenuispiralis (P. Marshall, 1918)
- Drillia testudinis H. A. Pilsbry & E. G. Vanatta, 1923: sinônimo de Drillia albicostata (G. B. I Sowerby, 1834)
- Drillia thea Dall, 1884: sinônimo de Cerodrillia thea (Dall, 1884)
- Drillia themeropis Melvill & Standen, 1896: sinônimo de Anacithara themeropis (Melvill & Standen, 1896)
- Drillia theoreta (Melvill, 1899): sinônimo de Funa theoreta (Melvill, 1899)
- Drillia thetis E. A. Smith, 1904: sinônimo de Striatoguraleus thetis (E. A. Smith, 1904)
- Drillia timorensis Schepman, 1913: sinônimo de Thelecytharella timorensis (Schepman, 1913)
- Drillia tokyoensis Pilsbry, 1895: sinônimo de Philbertia tokyoensis (Pilsbry, 1895)
- Drillia topaza J. C. Melvill & R. Standen, 1901: sinônimo de Funa tayloriana (L. A. Reeve, 1846)
- Drillia torosa Carpenter, 1864: sinônimo de Pseudomelatoma torosa (Carpenter, 1864)
- Drillia torresiana E. A. Smith, 1884: sinônimo de Inquisitor sterrha (Watson, 1881)
- †Drillia (Crassispira) toulai Cossmann, 1913:[18] sinônimo de †Crassipira toulai (Cossmann, 1913)
- Drillia trailli Pritchard, G.B. & Gatliff, J.H. 1906: sinônimo de Vexitomina coxi (Angas, 1867)
- Drillia tricarinata Tenison-Woods, 1878: sinônimo de Filodrillia tricarinata (Tenison-Woods, 1878)
- Drillia tristicha Dall, 1889: sinônimo de Compsodrillia tristicha (Dall, 1889)
- Drillia trophonoides Verco, 1909: sinônimo de Filodrillia trophonoides (Verco, 1909)
- Drillia tryoni Dall, 1889: sinônimo de Clathrodrillia tryoni (Dall, 1889)
- Drillia tuberosa E. A. Smith, 1875: sinônimo de Brachytoma tuberosa (E. A. Smith, 1875)
- Drillia turtoni E. A. Smith, 1890: sinônimo de Glyphostoma turtoni (E. A. Smith, 1890)
- Drillia unifasciata (Smith, 1888): sinônimo de Drillia enna (Dall, 1918)
- Drillia unizonalis (Lamarck, 1822): sinônimo de Clavus unizonalis (Lamarck, 1822)
- Drillia ustickei B. Hayes, 1959: sinônimo de Neodrillia cydia (P. Bartsch, 1943)
- Drillia variabilis (Smith E. A., 1877): sinônimo de Inquisitor variabilis (Smith E. A., 1877)
- †Drillia vasseuri Cossmann, 1896:[81] sinônimo de  †Crassispira vasseuri (Cossmann, 1896)
- Drillia vidualoides Garrett, 1873: sinônimo de Clavus unizonalis (Lamarck, 1822)
- Drillia walcotae Sowerby III, 1893: sinônimo de Asperdaphne walcotae Sowerby III, 1893
- Drillia weldiana Tenison-Woods, 1877: sinônimo de Fenimorea fucata (Reeve, 1845)
- Drillia wolfei Tippett, 1995:[82] sinônimo de Clathrodrillia wolfei (Tippett, 1995)
- Drillia woodsi Beddome, 1883: sinônimo de Splendrillia woodsi (Beddome, 1883)
- Drillia xanthoporphyria Melvill & Standen, 1896: sinônimo de Anacithara themeropis (Melvill & Standen, 1896)
- Drillia zenobia Turton, W.H., 1932: sinônimo de Naudedrillia praetermissa (E. A. Smith, 1904)